# Маріуш Вах
Маріуш Вах (пол. Mariusz Wach; нар. 14 грудня 1979, Краків, Польща) — польський боксер-професіонал, який виступає у важкій ваговій категорії. Інтернаціональний чемпіон за версією WBC (2011—2012).

## Аматорська кар'єра
Маріуш Вах почав займатися боксом в 1990 році, поряд з цим він вивчав змішані єдиноборства. Свій перший аматорський поєдинок він провів у 19 років. Провівши 90 боїв, Вах почав представляти Польщу на численних аматорських турнірах. Серед його головних досягнень за цей період необхідно відзначити дві золоті та одну бронзову медалі на індивідуальному чемпіонаті Польщі і срібло на чемпіонаті Європейського Союзу у 2004 році. Вах був запасним боксером від Польщі на Олімпійських іграх 2004 року.

## Професійна кар'єра
Свою професійну кар'єру він розпочав 29 квітня 2005 року в Польщі. Наступні 9 боїв він проводив у Польщі, США та Німеччині. Його суперниками були рейтингові боксери, і Вах перемагав їх переважно за очками. Одинадцятий бій він проводив проти досить сильного канадського боксера Артура Кука, який мав у своєму активі лише одну поразку. Вах переміг канадця в 9 раунді через відмову останнього від продовження поєдинку.
З 2009 року почав перемагати своїх суперників переважно нокаутом. У листопаді 2010 року Вах переміг Гелена Брауна технічним нокаутом. У 2011 провів бій за вакантний балтійський титул чемпіона за версією WBC, нокаутувавши Джонатана Хаглера у 3-му раунді. Потім Маріуш переміг нокаутом у 4-му раунді ірландця Кевіна Мак-Брайда, який став відомим після перемоги над Майком Тайсоном, і завоював інтернаціональний титул за версією WBC. Американського боксера Джейсона Гаверна Вах переміг технічним нокаутом в 6-му раунді. А у 2012 році нокаутував у 6-му раунді Тая Філдса. Був одним з потенційних суперників Віталія Кличка на вересневий захист титулу, але Віталій віддав перевагу Мануелю Чарру. У серпні стало відомо, що Маріуш Вах обраний суперником на добровільний захист титулів чемпіоном світу Володимиром Кличком.

### 10 листопада 2012 року.Володимир Кличко— Маріуш Вах
|                   | |
| Суперник:         | Володимир Кличко |
| Місце проведення: | O2 World Arena, Гамбург, Німеччина |
| Результат:        | Перемога Володимира Кличка за рішенням суддів |
| Статус:           | Титул чемпіона світу за версіями IBO, IBF, 13 захист за версією WBO, 9 захист (після повторного завоювання титулу), за версією суперчемпіона WBA, 3 захист Кличка, титул чемпіона The Ring 6 захист. |
| Рефері:           | Едді Котон англ. Eddie Cotton |
| Рахунок суддів:   | Adalaide Byrd: 107—120; Michael Ancona: 107—120; Pasquale Procopio: 109—119 |
| Трансляція:       | RTL Television, Інтер |
| Промоутер:        | Tom Loeffler (K2 Promotions) |
| Примітки:         | Гонорар: Вах — 650 000 €. Кличко — не менше 3 000 000 € |

У зв'язку з хворобою тренера Володимира Кличка Емануеля Стюарда тимчасовим тренером став американський боксер Джонатон Бенкс. 25 жовтня під час тренувального процесу Кличка Емануель Стюард помер внаслідок тривалої хвороби.
Перед двобоєм була показана міні-версія мюзиклу «Роккі», а після показу Майкл Баффер представив на рингу Сильвестра Сталлоне, який викликав ще більший ажіотаж як навколо майбутнього мюзиклу, так і майбутнього бою.
Бій Володимира Кличка з Маріушем Вахом розпочався в нетиповій, як для Володимира, манері ведення бою — в першому раунді Кличко пішов в атаку і вже на першій хвилині доніс безліч вдалих одиночних ударів у голову Ваха. Суперники регулярно атакували один одного джебами, і в цьому відношенні більшого успіху досяг Володимир, за яким залишилися перші 4 раунди. Однак виграв він їх не без зусиль. Швидкість була на боці українця, проте в кінці 5-го раунду Маріуш точним правим кросом з-під руки потряс Володимира. Чемпіон відійшов до канатів і почав ухилятися від подальшого граду ударів. На повторі було видно, що всі наступні удари припали мимо цілі, або в захист. Але ефектна кінцівка п'ятого раунду схилила рахунок на користь Ваха на одній із карток суддів, хоча протягом перших двох хвилин Володимир був переконливішим. Незважаючи на рідкісні сплески активності 32-річного «Вікінга», у другій половині поєдинку чемпіон показав свою силу повною мірою. Знесиливши противника, Кличко методично почав проводити свої численні атаки у два-три удари. Здавалося, що Вах кілька разів був на межі нокдауну, проте поляк знаходив у собі сили залишатися на ногах. Одним із найбільш видовищних раундів став 8-й, де Кличко від гонга до гонга завдавав безліч точних комбінацій джебами. Вах був сильно вражений і, здавалося він на межі нокдауну, але поляк зумів протриматися до гонга. Двоє з трьох суддів віддали перемогу Володимиру в цьому раунді з рахунком 10:8 за тотальну перевагу, попри відсутність нокдаунів. У самій кінцівці було видно, що втомився і Володимир, атакуючи із дедалі меншим запалом і, можливо, вже змирившись з думкою, що нокаутувати «Вікінга» не вдасться.
Кличко зберіг чемпіонські пояси за версіями WBA, WBO, IBF, IBO і The Ring. Ця перемога стала для 36-річного українського боксера 17-ю поспіль і 59-ю (51 — нокаут) в кар'єрі.
Для Ваха ця поразка стала першою в кар'єрі у 28 (27 перемог) боях. Після бою з Володимиром Кличком в кар'єрі у Ваха перемоги почали чергуватися з поразками від не найсильніших суперників.

## Список боїв
| 50 боїв, 38 перемог (20 нокаутом), 12 поразок (5 нокаутом) |         |                     |        |         |            |                                                             | |
| Результат                                                  | Рекорд  | Противник           | Спосіб | Раунд   | Дата       | Місце                                                       | Примітки |
| Поразка                                                    | 38-12-0 | Кацпер Мейна        | UD     | 10      | 2025-04-12 | Hala 100-lecia Sopotu, Сопот                                | Бій за титул чемпіона Польщі. |
| Поразка                                                    | 38-11-0 | Мозес Ітаума        | TKO    | 2 (10)  | 2024-07-27 | O2 Арена, Гринвіч, Лондон                                   | Бій за титул WBO Inter-Continental. |
| Перемога                                                   | 38-10-0 | Міхал Болоз         | UD     | 10      | 2023-10-13 | Hala Sportowa, ul. Nadbrzezna, Новий Сонч                   | |
| Поразка                                                    | 37-10-0 | Фрейзер Кларк       | UD     | 10      | 2023-06-16 | York Hall, Лондон                                           | |
| Перемога                                                   | 37-9-0  | Якуб Сосинський     | TKO    | 5 (8)   | 2023-06-03 | Конти-Вроцлавські                                           | |
| Поразка                                                    | 36-9-0  | Кевін Лерена        | UD     | 12 (12) | 2022-09-17 | Emperor's Palace, Кемптон-Парк, Гаутенг                     | Бій за титул IBO Inter-Continental |
| Поразка                                                    | 36-8-0  | Арсланбек Махмудов  | KO     | 6 (12)  | 2022-02-19 | Montreal Casino, Монреаль                                   | Бій за титули чемпіона Північної Америки за версіями NABA і NABF |
| Поразка                                                    | 36-7-0  | Г'юї Ф'юрі          | UD     | 10 (10) | 2020-12-12 | Вемблі, Лондон                                              | |
| Перемога                                                   | 36-6-0  | Кевін Джонсон       | UD     | 10 (10) | 2020-06-12 | Palac w Konarach, Конари                                    | Виграв вакантний пояс інтернаціонального чемпіона Польщі |
| Поразка                                                    | 35-6-0  | Ділліан Вайт        | UD     | 10 (10) | 2019-12-07 | Дірійя Арена, Ед-Дірійя                                     | |
| Перемога                                                   | 35-5-0  | Георгій Тамазашвілі | KO     | 1 (6)   | 2019-10-05 | Пешице                                                      | |
| Перемога                                                   | 34-5-0  | Гогіта Горгіладзе   | TKO    | 2 (8)   | 2019-09-14 | Akademia Wychowania Fizycznego, Катовиці                    | |
| Поразка                                                    | 33-5-0  | Мартін Баколе       | TKO    | 8 (10)  | 2019-04-06 | «Сподек», Катовиці                                          | Вакантний пояс інтернаціонального чемпіона Польщі |
| Поразка                                                    | 33-4-0  | Артур Шпілька       | SD     | 10 (10) | 2018-11-10 | Arena Gliwice, Гливиці                                      | |
| Поразка                                                    | 33-3-0  | Джаррелл Міллер     | TKO    | 9 (12)  | 2017-11-11 | Nassau Coliseum, Юніондейл                                  | |
| Перемога                                                   | 33-2-0  | Еркан Тепер         | UD     | 10 (10) | 2017-03-18 | Лейпциг                                                     | Вакантний пояс чемпіона Східної та Західної Європи за версією IBF. |
| Перемога                                                   | 32-2-0  | Марсело Насіменто   | UD     | 10/10   | 2016-05-14 | Hala Azoty, Kedzierzyn Kozle                                | |
| Поразка                                                    | 31-2-0  | Олександр Повєткін  | TKO    | 12 (12) | 2015-11-04 | Казань                                                      | Бій за титул WBC Silver. |
| Перемога                                                   | 31-1-0  | Костянтин Айріх     | TKO    | 6/10    | 2015-06-19 | Островець-Свентокшиський                                    | |
| Перемога                                                   | 30-1-0  | Гбенга Олоукун      | UD     | 10/10   | 2015-03-14 | Любін                                                       | |
| Перемога                                                   | 29-1-0  | Тревіс Вокер        | KO     | 6/10    | 2014-12-12 | Радом                                                       | |
| Перемога                                                   | 28-1–0  | Самір Куртагіч      | UD     | 8/8     | 2014-10-07 | Дзержонюв                                                   | |
| Поразка                                                    | 27-1    | Володимир Кличко    | UD     | 12/12   | 10.11.2012 | Німеччина, Гамбург, O2 World Arena.                         | Титул чемпіона світу за версіями IBO, IBF, 13 захист за версією WBO, 9 захист (після повторного завоювання титулу), за версією суперчемпіона WBA, 3 захист Кличка, титул чемпіона The Ring 6 захист. |
| Перемога                                                   | 27-0    | Тай Філдс           | TKO    | 6/12    | 24.03.2012 | Resorts Hotel & Casino, Atlantic City, New Jersey           | WBC International heavyweight title |
| Перемога                                                   | 26-0    | Джейсон Ґаверн      | TKO    | 6/12    | 06.11.2011 | Mohegan Sun Casino, Uncasville, Connecticut                 | WBC International heavyweight title |
| Перемога                                                   | 25-0    | Кевін Макбрайд      | KO     | 4/12    | 29.07.2011 | Mohegan Sun Casino, Uncasville, Connecticut                 | vacant WBC International heavyweight title |
| Перемога                                                   | 24-0    | Джонатан Хаґлер     | KO     | 3/10    | 29.02.2011 | Essex County College, Newark, New Jersey                    | vacant WBC Baltic heavyweight title |
| Перемога                                                   | 23-0    | Гален Браун         | TKO    | 4/6     | 12.11.2010 | Twin River Event Center, Lincoln, Rhode Island              | |
| Перемога                                                   | 22-0    | Кристіан Хаммер     | KO     | 6/8     | 17.07.2010 | Sport and Congress Center, Schwerin, Mecklenburg-Vorpommern | |
| Перемога                                                   | 21-0    | Джуліус Лонг        | TKO    | 7/10    | 24.04.2009 | MOSiR Hall, Jarosław                                        | |
| Перемога                                                   | 20-0    | Ремігіюс Зіаусус    | UD     | 6/6     | 07.02.2009 | Stadthalle, Rostock, Mecklenburg-Vorpommern                 | |
| Перемога                                                   | 19-0    | Євгеній Орлов       | PTS    | 10/10   | 21.11.2008 | Hala Sportowa OSiR, Grodzisk Mazowiecki                     | |
| Перемога                                                   | 18-0    | Данило Перетятко    | UD     | 8/8     | 07.08.2008 | OSiR, Świebodzice                                           | |
| Перемога                                                   | 17-0    | Eric Boose          | TKO    | 7/8     | 11.07.2008 | Aragon Ballroom, Chicago, Illinois                          | |
| Перемога                                                   | 16-0    | Eduardo Franca      | KO     | 1/8     | 13.03.2008 | Hala Ośrodka Sportu i Rekreacji, Dzierżoniów                | |
| Перемога                                                   | 15-0    | Yavor Marinchev     | UD     | 4/4     | 15.12.2007 | Best Western Hotel Mazurkas, Ożarów Mazowiecki              | |
| Перемога                                                   | 14-0    | Andriy Kyndrych     | UD     | 6/6     | 16.11.2007 | Hala Widowiskowo-Sportowa Jaskółka, Tarnów                  | |
| Перемога                                                   | 13-0    | Zoltan Beres        | TKO    | 4/12    | 16.12.2006 | Miedzynarodowe Targi Poznańskie, Pawilon 3, Poznań          | |
| Перемога                                                   | 12-0    | Alexandrs Borhovs   | RTD    | 5/6     | 16.12.2006 | Hala Widowiskowo — Sportowa, Włocławek                      | |
| Перемога                                                   | 11-0    | Arthur Cook         | RTD    | 9/10    | 23.06.2006 | The Odeum, Villa Park, Illinois                             | |
| Перемога                                                   | 10-0    | Raman Sukhaterin    | UD     | 6/6     | 03.06.2006 | Hala Widowiskowo — Sportowa, Ostrołęka                      | |
| Перемога                                                   | 9-0     | Oleg Belykov        | TKO    | 2/6     | 06.04.2006 | Hala Sportowa OSiR, Grodzisk Mazowiecki                     | |
| Перемога                                                   | 8-0     | Earl Ladson         | UD     | 6/6     | 10.03.2006 | Schuetzen Park, North Bergen, New Jersey                    | |
| Перемога                                                   | 7-0     | Adele Olakanye      | UD     | 4/4     | 28.01.2006 | Boardwalk Hall, Atlantic City, New Jersey                   | |
| Перемога                                                   | 6-0     | Oleksandr Subin     | UD     | 6/6     | 17.12.2005 | Sala Sportowa ZSPDM, Żyrardów                               | |
| Перемога                                                   | 5-0     | Tomas Mrazek        | UD     | 4/4     | 01.12.2005 | Hala Sportowo — Widowiskowa, Ostrołęka                      | |
| Перемога                                                   | 4-0     | Sedrak Agagulyan    | UD     | 4/4     | 27.10.2005 | Hala Sportowa OSiR, Grodzisk Mazowiecki                     | |
| Перемога                                                   | 3-0     | Aleksandrs Borhovs  | UD     | 4/4     | 01.10.2005 | EWE-Arena, Oldenburg, Niedersachsen                         | |
| Перемога                                                   | 2-0     | Milan Becak         | TKO    | 2/4     | 05.08.2005 | OSiR, Варшава                                               | |
| Перемога                                                   | 1-0     | Deniss Melniks      | TKO    | 1/4     | 29.04.2005 | OSiR, Свебодзиці                                            | |